# لا عودة عاطفية للحب (رواية)
لا عودة عاطفية للحب (بالإنجليزية: No Fond Return of Love)‏ هي رواية للكاتبة الإنجليزية باربرا بيم، نشرت عام 1961، عن دار نشر جوناثان كيب.